# Олейник, Фёдор Моисеевич
Фёдор Моисеевич Олейник — советский хозяйственный, государственный и политический деятель, Герой Социалистического Труда.

## Биография
Родился в 1911 году в селе Горячковка. Член КПСС.
С 1933 года — на хозяйственной, общественной и политической работе. В 1933—1972 гг. — зоотехник в совхозе № 10 Сватовского района Донецкой области, главный зоотехник Алабатинского совхоза Чкаловского района Северо-Казахстанской области Казахской ССР, участник Великой Отечественной войны, командир огневого взвода на Воронежском фронте, командир учебной батареи артиллерийского дивизиона 234-го запасного стрелкового полка, главный зоотехник совхоза «Победа» Никопольского района, директор совхоза «Выдвиженец» Перещепинского района Днепропетровской области Украинской ССР.
Указом Президиума Верховного Совета СССР от 26 февраля 1958 года присвоено звание Героя Социалистического Труда с вручением ордена Ленина и золотой медали «Серп и Молот».
Делегат XXII съезда КПСС.
Умер в селе Выдвиженец в 2004 году.